# Ферм'юз
Ферм'юз (англ. Fermeuse) — містечко в Канаді, у провінції Ньюфаундленд і Лабрадор.

## Населення
За даними перепису 2016 року, містечко нараховувало 325 осіб, показавши зростання на 0,6 %, порівняно з 2011 роком. Середня густина населення становила 8,4 осіб/км².
З офіційних мов обома одночасно володіли 5 жителів, тільки англійською — 325.
Працездатне населення становило 52,1 % усього населення, рівень безробіття — 12 % (30,8 % серед чоловіків та 0 % серед жінок). 84 % осіб були найманими працівниками, а 12 % — самозайнятими.

## Клімат
Середня річна температура становить 5,3 °C, середня максимальна — 18,8 °C, а середня мінімальна — −8,8 °C. Середня річна кількість опадів — 1600 мм.
| Клімат поселення                              | Клімат поселення | Клімат поселення | Клімат поселення | Клімат поселення | Клімат поселення | Клімат поселення | Клімат поселення | Клімат поселення | Клімат поселення | Клімат поселення | Клімат поселення | Клімат поселення | Клімат поселення |
| Показник                                      | Січ.             | Лют.             | Бер.             | Квіт.            | Трав.            | Черв.            | Лип.             | Серп.            | Вер.             | Жовт.            | Лист.            | Груд.            |                  |
| Середній максимум, °C                         | 0,95             | 0,46             | 2,97             | 7,09             | 11,31            | 15,32            | 17,86            | 18,84            | 15,87            | 11,29            | 7,02             | 2,69             |                  |
| Середня температура, °C                       | −3,69            | −4,18            | −1,66            | 2,43             | 6,67             | 10,68            | 14,55            | 15,52            | 12,58            | 7,99             | 3,71             | −0,61            |                  |
| Середній мінімум, °C                          | −8,33            | −8,83            | −6,3             | −2,2             | 2,02             | 6,04             | 11,25            | 12,22            | 9,26             | 4,68             | 0,41             | −3,92            |                  |
| Норма опадів, мм                              | 155              | 133              | 142              | 131              | 117              | 112              | 111              | 107              | 135              | 144              | 159              | 154              |                  |
| Середньомісячна швидкість вітру, м/с          | 8.80             | 7.85             | 7.39             | 6.80             | 6.00             | 5.50             | 5.30             | 5.40             | 6.10             | 7.03             | 7.76             | 8.53             |                  |
| Середньомісячна сонячна радіація, кДж/м²·день | 4162             | 6918             | 10744            | 14033            | 17202            | 19155            | 19256            | 16289            | 12268            | 7423             | 4336             | 3244             |                  |
| --------------------------------------------- | ---------------- | ---------------- | ---------------- | ---------------- | ---------------- | ---------------- | ---------------- | ---------------- | ---------------- | ---------------- | ---------------- | ---------------- | ---------------- |
| Джерело:                                      |                  |                  |                  |                  |                  |                  |                  |                  |                  |                  |                  |                  |                  |